# Qingnian Zonghe Kenzhichang (bondby i Kina, Jiangxi Sheng, lat 27,67, long 116,27)
Qingnian Zonghe Kenzhichang är en bondby i Kina. Den ligger i provinsen Jiangxi, i den sydöstra delen av landet, omkring 120 kilometer söder om provinshuvudstaden Nanchang. Antalet invånare är 1 832. Befolkningen består av 1 005 kvinnor och 827 män. Barn under 15 år utgör 22,0 %, vuxna 15-64 år 72 %, och äldre över 65 år 4,0 %.
Runt Qingnian Zonghe Kenzhichang är det ganska tätbefolkat, med 111 invånare per kvadratkilometer. Närmaste större samhälle är Fenggang, 15,3 km söder om Qingnian Zonghe Kenzhichang. I omgivningarna runt Qingnian Zonghe Kenzhichang växer i huvudsak blandskog.
Genomsnittlig årsnederbörd är 2 281 millimeter. Den regnigaste månaden är juni, med i genomsnitt 426 mm nederbörd, och den torraste är oktober, med 17 mm nederbörd.